# Oberinntal
Het Oberinntal is een dal in de Oostenrijkse deelstaat Tirol. Het is het deel van het Inntal vanaf de Oostenrijks-Zwitserse grens ter hoogte van de Finstermünzpas tot aan de monding van de Melach in de Inn, enkele kilometers ten westen van Innsbruck. Het is daarmee de voortzetting van het Engadin in Zwitserland. Het gebied tussen de grens en Landeck wordt Oberes Gericht genoemd. Het Oberinntal behoort tot het Tiroler Oberland.
In vergelijking met het Unterinntal is het Oberinntal smaller en wordt op veel plekken door ravijnen gevormd, zoals vlak voor Landeck en bij Imst. Vanaf Silz is het dalbekken meer geprononceerd.